# Hans von Plessen
Hans Georg Hermann von Plessen (26 tháng 11 năm 1841 – 28 tháng 1 năm 1929) là một Thượng tướng Phổ và là Kinh nhật giáo sĩ vùng Brandenburg đã giữ cấp bậc danh dự Thống chế trên cương vị là Chỉ huy trưởng Đại Bản doanh của Đức trong cuộc Chiến tranh thế giới thứ nhất. Ông đã từng tham chiến trong ba cuộc chiến tranh thống nhất nước Đức.

## Tiểu sử

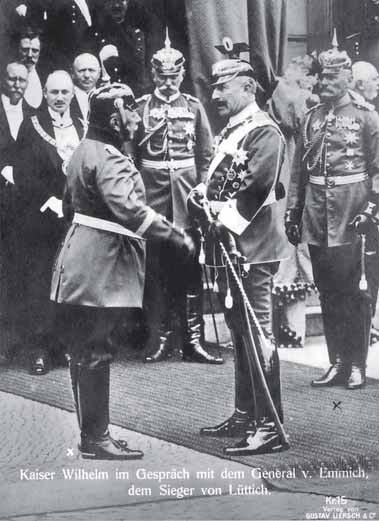
Tướng von Plessen (giữa) nhìn vua Wilhelm II nói chuyện với tướng Otto von Emmich, người chiến thắng trận Liège, 1914

Tướng von Plessen sinh ra trong một gia đình quý tộc Mecklenburg-Holstein; thân phụ của ông, Hermann đã phục vụ quân đội Phổ và được phong đến cấp bậc Trung tướng. Cả ông nội và cụ nội của ông cũng đều là sĩ quan quân đội Phổ. Vào tháng 1 năm 1874, Hans von Plessen đã kết hôn với bà Elisabeth von Langenbeck, con gái của giáo sư đại học và sĩ quan quân y danh tiếng Bernhard von Langenbeck. Cặp đôi này có hai người con; cả hai đều tham chiến trong cuộc Chiến tranh thế giới thứ nhất – một trong số họ là phi công quân sự và đã thiệt mạng.
Ông đã từng tham gia cuộc chiến tranh chống Đan Mạch vào năm 1864, phục vụ với quân hàm thiếu úy trong tiểu đoàn Ersatz của Trung đoàn Phóng lựu Cận vệ số 4. Để ghi nhận lòng dũng cảm của ông trong cuộc chiến này, Quốc vương Wilhelm I của Phổ đã đích thân trao tặng ông một thanh gươm. Ngoài ra, ông cũng tham chiến tại Königgrätz và Alt Rognitz trong cuộc Chiến tranh Áo-Phổ năm 1866. Tiếp theo đó, ông tham gia cuộc Chiến tranh Pháp-Đức (1870 – 1871) với chức vụ sĩ quan phụ tá cấp lữ đoàn, tham chiến tại Orléans và Le Mans.
Vào ngày 18 tháng 9 năm 1908, ông được phong quân hàm Thượng tướng, với cấp bậc danh dự Thống chế. Sau khi Chiến tranh thế giới thứ nhất bùng nổ, Von Plessen, 72 tuổi, được bổ nhiệm làm Chỉ huy trưởng Đại bản doanh của Đức. Ngoài ra, ông cũng giữ chức vụ Tướng phụ tá thường nhật của Bệ hạ (tiếng Đức: SM diensttuender Generaladjutant) cho Đức hoàng Wilhelm II, do đó ông trở thành một trong những cộng sự thân cận nhất của Hoàng đế. Vào năm 1918, ông là sĩ quan cao tuổi nhất phục vụ trong quân đội Đế quốc Đức, mặc dù Paul von Hindenburg – vị Thống chế nhỏ hơn ông 6 tuổi – đã tự nhận mình là viên sĩ quan cao tuổi nhất của Đức. Vào năm 1918, von Plessen được tặng thưởng Huân chương Quân công, phần thưởng quân sự cao quý nhất của Đức. Mặc dù tướng von Plessen được biết đến như một người rất băn khoăn về cuộc chiến, nhất là với Anh, ông vẫn trung kiên với Đức hoàng cho đến chế độ quân chủ sụp đổ vào tháng 11 năm 1918.

## Phong tặng
- Huân chương Đại bàng Đen, với các Viên kim cương và Thập tự
- Huân chương Đại bàng Đỏ, Đại Thập tự với Bó sồi và Bảo kiếm
- Huân chương Vương miện, hạng nhất của Vương triều Phổ
- Huân chương Hoàng gia Hohenzollern với các Bảo kiếm và Thập tự
- Huân chương Vương miện Württemberg, Đại Thập tự[3]
- Huân chương Thập tự Sắt (1870), hạng nhì
- Huân chương Thập tự Sắt (1914), hạng nhất
- Huân chương Quân công, 24 tháng 3 năm 1918
- Huân chương Thánh Hubertus
- Huân chương Rautenkrone
- Huân chương Vương miện Wendischen, Đại Thập tự
- Huân chương Leopold, Đại Thập tự
- Huân chương Vương miện Sắt, hạng nhất
- Huân chương Franz Joseph, Đại Thập tự
- Huân chương Thánh Stefano, Đại Thập tự với các Viên kim cương
- Huân chương Dannebrog, Chỉ huy hạng nhất
- Huân chương Hoàng gia Victoria
- Huân chương Thánh Andrey
- Huân chương Hoàng gia Seraphim

Plessen là một trong những sĩ quan được tặng thưởng nhiều nhất, với tổng cộng là 88 huân chương trong và ngoài nước, trong đó có 51 đại thập tự.

## Niên biểu các cấp bậc của Plessen
- Ứng viên Hạ sĩ quan—1 tháng 9 năm 1861
- Thiếu úy—11 tháng 11 năm 1862
- Trung úy—22 tháng 3 năm 1868
- Đại úy—16 tháng 4 năm 1872
- Thiếu tá—18 tháng 5 năm 1879
- Thượng tá—14 tháng 7 năm 1885
- Đại tá—4 tháng 8 năm 1888
- Thiếu tướng—9 tháng 2 năm 1891
- Trung tướng—14 tháng 5 năm 1894
- Thượng tướng—19 tháng 9 năm 1908